# Telamonia trochilus
Telamonia trochilus là một loài nhện trong họ Salticidae.
Loài này thuộc chi Telamonia. Telamonia trochilus được Carl Ludwig Doleschall miêu tả năm 1859.